# Wàn Guó Gōng Bào
Die Wàn Guó Gōng Bào (chinesisch 万国公报 / 萬國公報, Pinyin Wàn Guó Gōng Bào, W.-G. Wan Kwoh Kung Pao, engl.: A Review of the Times, The Globe magazine, wörtlich: "Die Zeitschrift der Zehntausend (aller) Länder") war eine Monatsschrift in China, die von 1868 bis 1907 erschien. Sie wurde durch den amerikanischen methodistischen Missionar Young John Allen gegründet und herausgegeben. Zwischen 1868 und 1874 erschien sie unter dem Namen Kiao Hwei Sing Pao. Die Inhalte umfassten ein breites Spektrum von Artikeln zur Politik der europäischen Staaten und Amerikas bis hin zu den Tugenden und Vorteilen des Christentums.
In den 39 Jahren des Erscheinens erreichte die Zeitschrift viele einflussreiche Persönlichkeiten und gab wichtige Anstöße zu Reformen in China. Der Reformer der Qing-Dynastie, Kang Youwei, äußerte sich einmal über seine Bildung: "Ich schulde meine Hinwendung zur Reform vor allem den Schriften von zwei Missionaren, dem Rev. Timothy Richard und dem Rev. Dr. Young Allen."

### Zum Einfluss auf China
- Li Zhan (李瞻, *1926); Shi Lidong (石麗東): Lin Lezhi yu Wan guo gong bao: Zhongguo xian dai hua yun dong zhi gen yuan. (林樂知與萬國公報: 中國 現代化運動之根源), Taipei: Taibei shi xin wen ji zhe gong hui (台北市新聞記者公會), Minguo 66 (1977) (Xin wen cong shu, Bd. 36).